# Estauropins
Els estauropins (Stauropinae) són una subfamília de lepidòpters ditrisis de la família dels notodòntids (Notodontidae).

## Llista dels gèneres
- Acmeshachia Matsumura, 1929.
- Antiphalera Gaede, 1930.
- Benbowia Kiriakoff, 1967.
- Betashachia Matsumura, 1925.
- Cnethodonta Staudinger, 1887.
- Dicranura Reichenbach, 1817.
- Egonociades Kiriakoff, 1964.
- Fentonia Butler, 1881.
- Formofentonia Matsumura, 1925.
- Franzdaniela Sugi, 1992.
- Furcula Lamarck, 1816.
- Fusadonta Matsumura, 1920.
- Harpyia Ochsenheimer, 1810.
- Hemifentonia Kiriakoff, 1967.
- Liparopsis Hampson, 1893.
- Miostauropus Kiriakoff, 1964.
- Neoharpyia Daniel, 1965.
- Neopheosia Matsumura, 1920.
- Oxoia Kiriakoff, 1967.
- Palaeostauropus Okagaki i Nakamura, 1953.
- Pantanopsis Kiriakoff, 1974.
- Parachadisra Gaede, 1930.
- Parasinga Kiriakoff, 1967.
- Pseudohoplitis Gaede, 1930.
- Rachia Moore, 1879.
- Shachia Matsumura, 1919.
- Somera Walker, 1855.
- Stauroplitis Gaede, 1930.
- Stauropus Germar, 1812.
- Syntypistis Turner, 1907.
- Teleclita Turner, 1903.
- Uropyia Staudinger, 1892.
- Vaneeckeia Kiriakoff, 1967.
- Wilemanus Nagano, 1916.

## Galeria

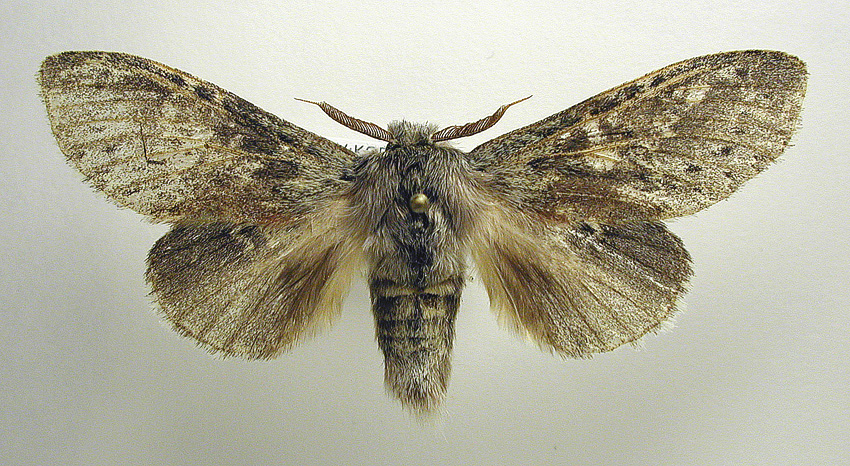
Stauropus fagi
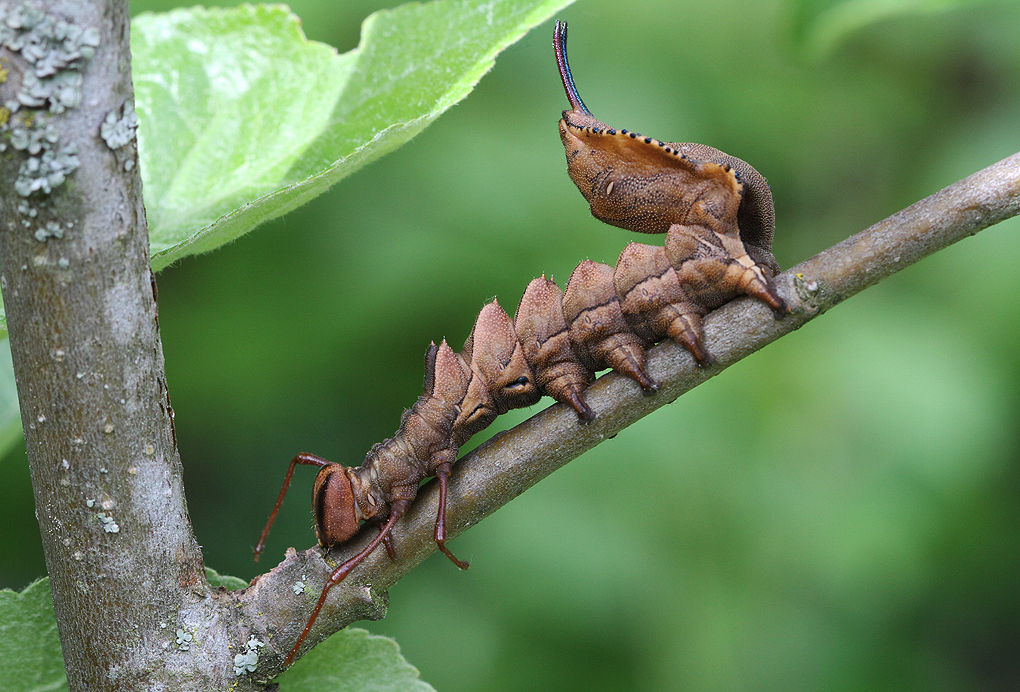
Stauropus fagi, larva